# Güldengossa

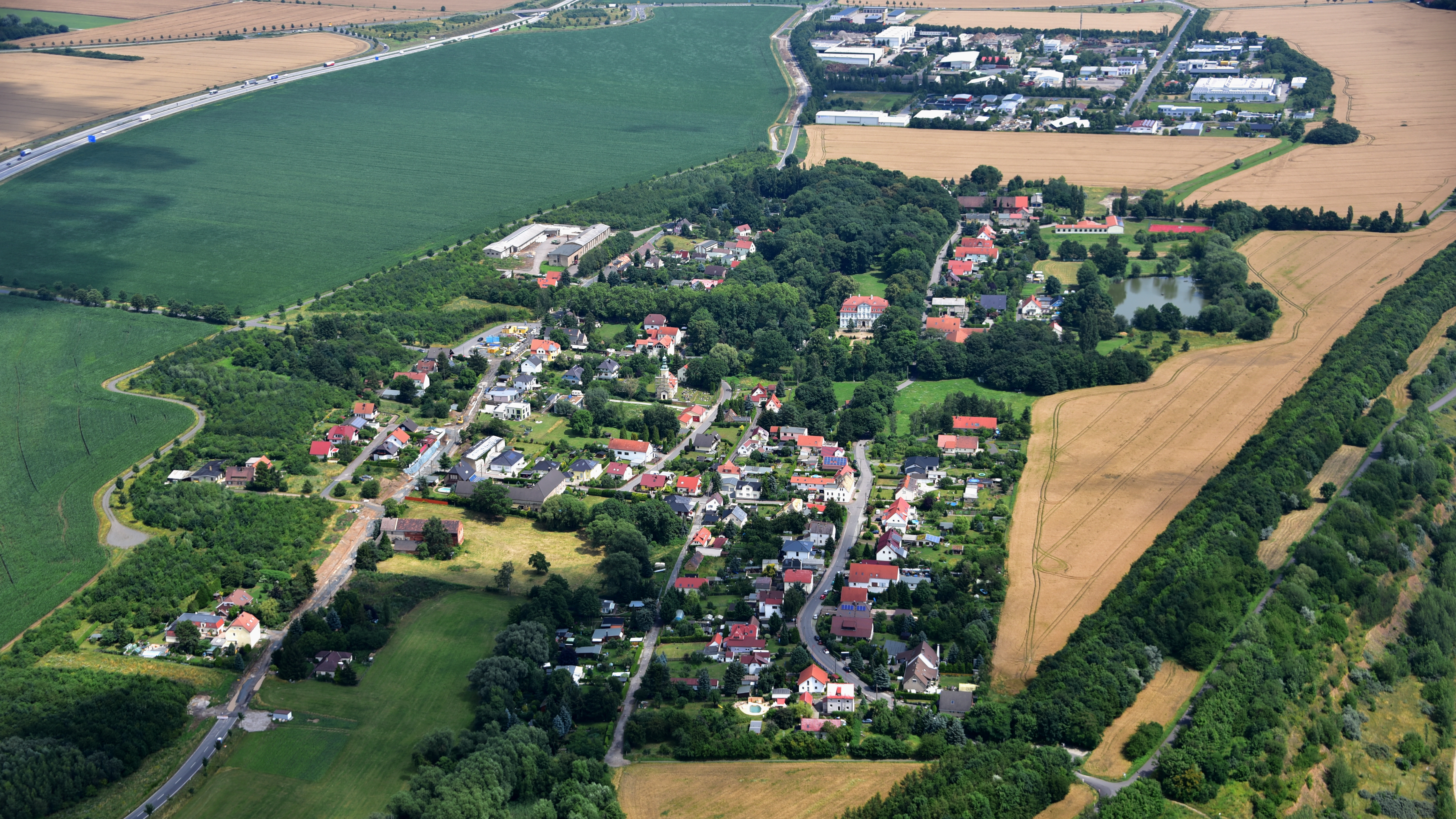
Güldengossa zwischen Tagebaurand und Autobahn (2017)

Güldengossa ist ein zur Gemeinde Großpösna im sächsischen Landkreis Leipzig gehöriges Dorf. Der südöstlich von Leipzig gelegene Ort hat 387 Einwohner (2007) und liegt am Nordufer des Störmthaler Sees, einem Restloch des ehemaligen Braunkohletagebaus Espenhain.
Über Jahrhunderte wurde Güldengossa durch sein Rittergut geprägt, dessen Besitzer im 18. Jahrhundert ein repräsentatives Schloss im Barockstil errichten ließen. Das Schloss dominiert den Ort bis heute. Das zweite markante Gebäude ist die ebenfalls in Teilen barocke Dorfkirche.

## Lage und Verkehr
Güldengossa ist der westlichste der Ortsteile von Großpösna. Die Ortslage erstreckt sich über gut einen Kilometer in ost-westlicher Richtung in einer leichten Senke am nördlichen Ufer des Störmthaler Sees. Knapp zwei Kilometer südöstlich liegt das Dorf Störmthal; am Nordrand Güldengossas verläuft die Autobahn A38, westlich grenzt die zu Markkleeberg gehörige Siedlung Auenhain an. Ein großer Teil der Güldengossaer Fluren ist dem Braunkohlenabbau zum Opfer gefallen und im mittlerweile gefluteten Tagebaurestloch verschwunden.
Güldengossa ist über die etwa zwei Kilometer entfernte Anschlussstelle Leipzig-Südost der A38 an den Fernverkehr angeschlossen. Busverbindungen bestehen nach Borna und Großpösna sowie seltener am Tag nach Liebertwolkwitz und Wachau.

## Geschichte

### Das Gut

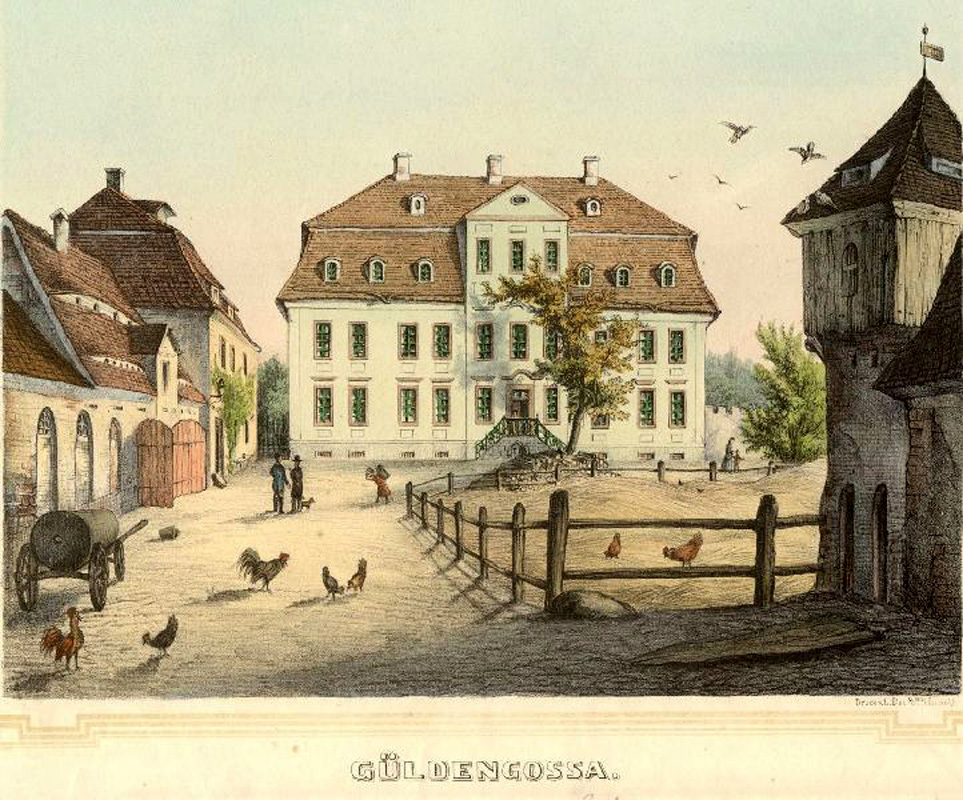
Das Schloss um 1860

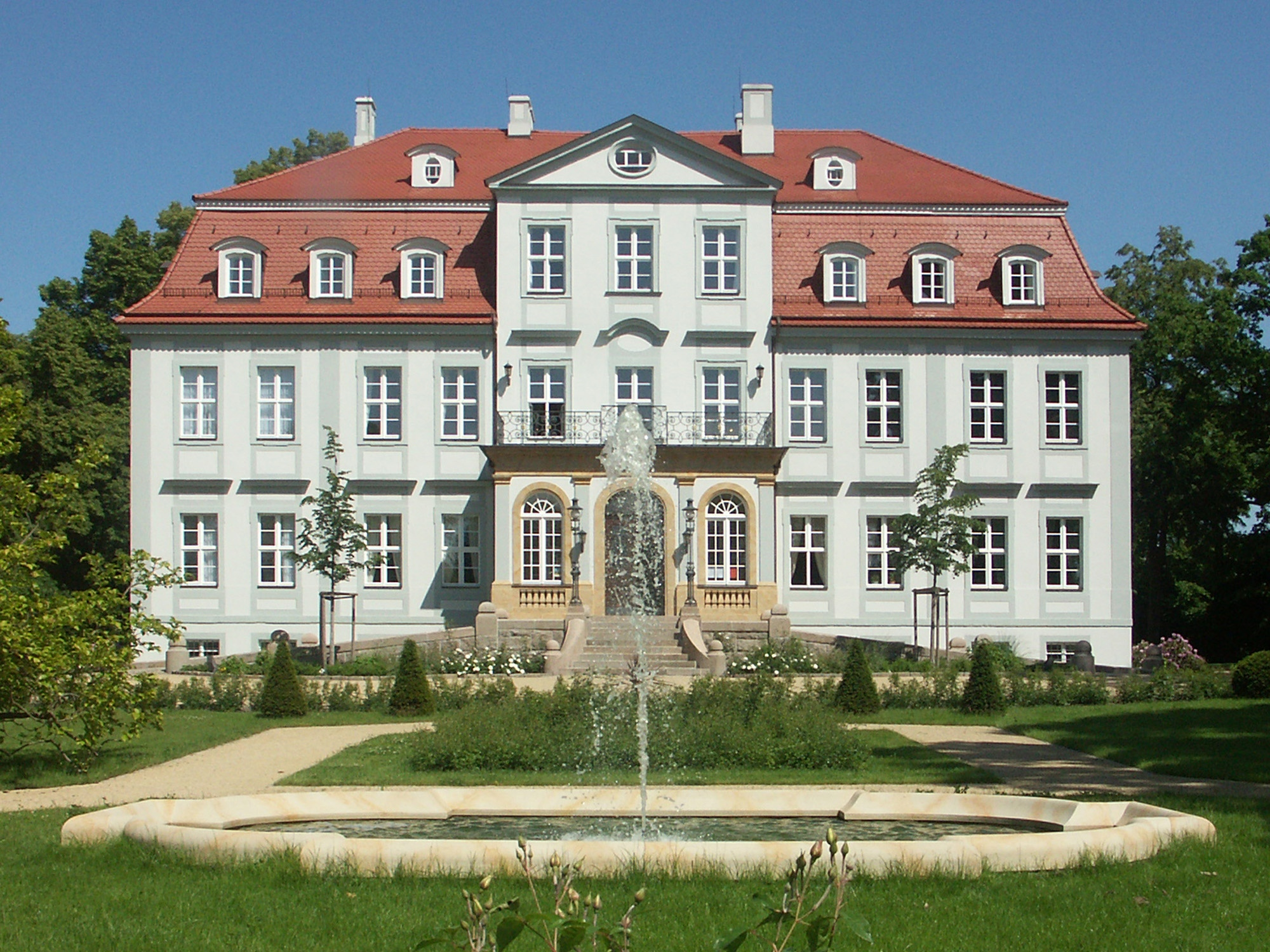
Das Schloss 2009

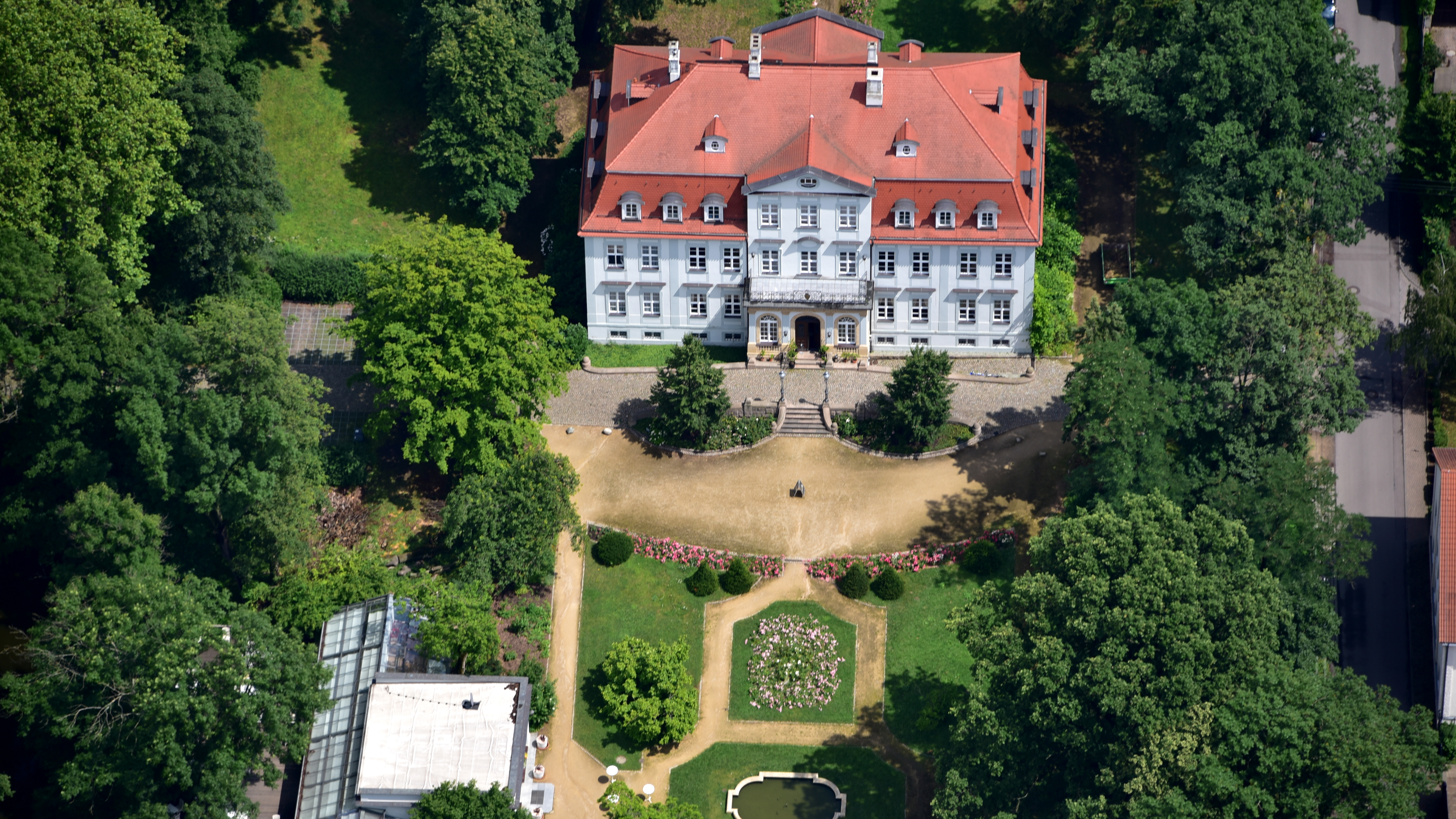
Schloss, Luftaufnahme (2017)

Ein erster Hinweis auf einen Herrensitz stammt aus dem Jahre 1285, in dem von einem „Theodoricus de Ghozowe“ die Rede ist. Dann wird 1350 ein Ritter Heinrich von Cossowe erwähnt. Verbürgt ist erst die Belehnung der Gebrüder Erdmannsdorf im Jahre 1473. 1594 war Friedrich von Burkersroda Lehnsherr auf Güldengossa, danach seine Erben. 1719 soll August der Starke seinem Oberrittmeister und Kammerherrn Friedrich I. Vitzthum von Eckstädt Güldengossa angetragen haben, wobei auch erstmals die Bezeichnung „Gülden Gossa“ auftauchte (bisher nur Gossa, aber häufig auch später noch so). Dieser lehnte aber offenbar ab, denn schon 1720 war nach einem Kauf für 28.000 Gulden Johann Ernst Kregel von Sternbach Erb-, Lehn- und Gerichtsherr auf dem Rittergut. Er war ein reicher Leipziger Handels- und Ratsherr, was ihm ermöglichte, das Herrenhaus des Gutes als barockes Gebäude neu aufführen zu lassen, so dass von da an von einem Schloss gesprochen werden kann. Ebenfalls ließ er nach Osten hin einen repräsentativen Park anlegen. 1731 erbte sein gleichnamiger Sohn das Gut.
Der nächste Besitzer war ab 1761 der Leipziger Dr. jur. Carl Friedrich Brehme. 1785 erwarb es der Leipziger Kaufmann Johann Heinrich Küstner. Küstner war Mitglied des Gewandhausdirektoriums. 1807 verfasste er die „Allgemeine Feuerordnung für Dörfer und Rittergüter“ und führte sie auf seinem Gut und in der Gemeinde Güldengossa ein. 1814 hieß der neue Besitzer von Güldengossa Amtsinspektor Victor August Schoch. Die Besitzerfamilie Welter (1880–1943) unternahm zum Ende des 19. Jahrhunderts wesentliche Veränderungen. Sie vergrößerte den Grundbesitz durch Aufkauf von Bauerngütern und verlegte den landwirtschaftlichen Betrieb des Gutes komplett auf die andere Seite der südlichen Begrenzungsstraße des Parks. Dadurch und durch einen neoklassizistischen Anbau mit Balkon über dem Eingang im Jahre 1900 erhielt das Schloss einen noch repräsentativeren Charakter.

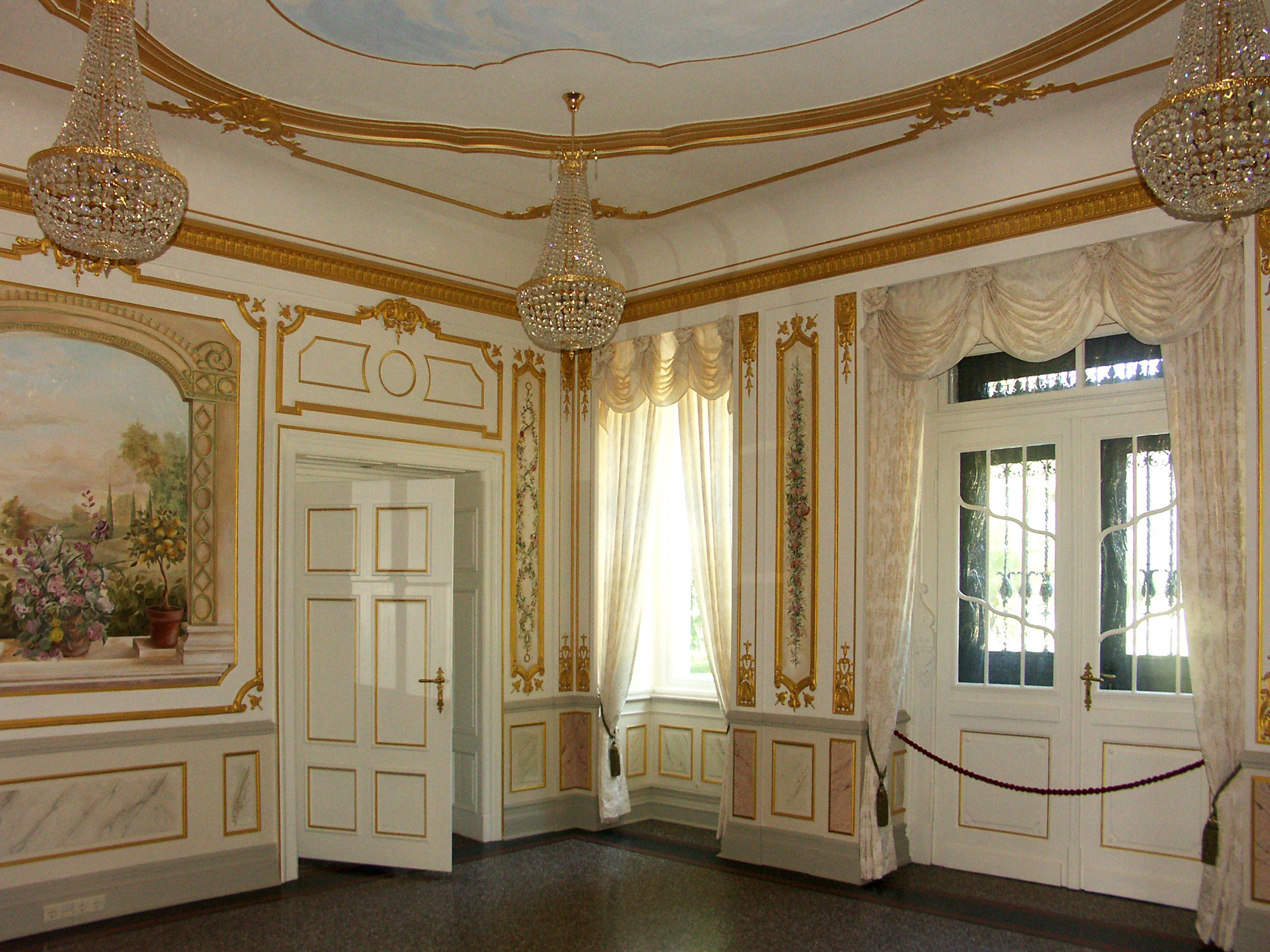
Der restaurierte Gartensaal

Der zunächst letzte private Besitzer Theodor Volkmar-Frenzel, ein Neffe der Welterfamilie, wurde 1945 im Rahmen der Bodenreform enteignet, und die KPD-Unterbezirksleitung Leipzig erhielt das gesamte Gut zur Nutzung. Dann wurden der landwirtschaftliche Betrieb und das Schloss getrennt. Der Grundbesitz wurde an 27 Neubauern und 28 Kleinsiedler aufgeteilt und die Betriebsgebäude z. T. anderweitig genutzt. Das Schloss wurde 1950 FDGB-Erholungsheim und ab 1951 Gewerkschaftsschule der IG Druck und Papier. 1968 übernahm der VEB Kombinat Espenhain das Schloss und nutzte es bis 1990 als Lehrlingswohnheim. Der Park diente z. T. als Sportplatz des Heimes.
1993 erwarb die Gesellschaft für Arbeitsförderung, Beschäftigung und Weiterbildung mbH. Leipzig (ABW) das Schloss. Nachdem die ABW mit ihrem Betreiberkonzept gescheitert war, stand es ab 1997 nahezu leer und wurde nur sporadisch zu kulturellen Veranstaltungen genutzt. 2006 kaufte die Edelmetall-Herstellerfamilie Geiger aus Baden-Württemberg Schloss und Park, sanierte beides innerhalb von zwei Jahren vorbildlich und verlegte den Stammsitz ihres Handelsbetriebes hierher; ab 2010 sanierte die Familie auch das Schloss Wiederau. Im Park, der öffentlich zugänglich ist, wurde das historische Wegenetz wieder hergestellt. Das Schloss dient auch kulturellen Veranstaltungen und kann bei Führungen besichtigt werden.

### Das Dorf

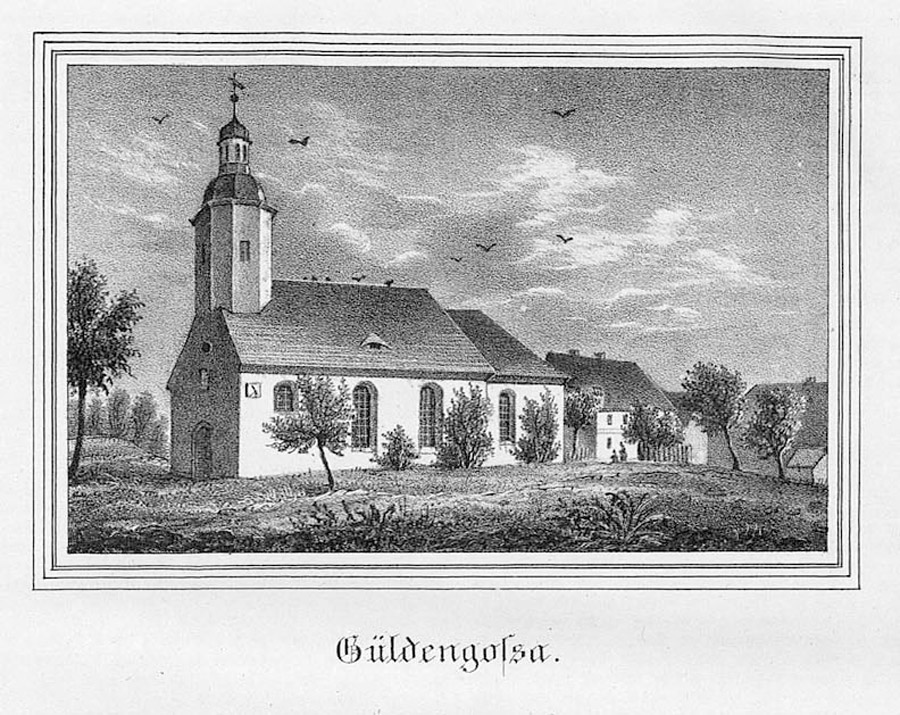
Die Kirche um 1840

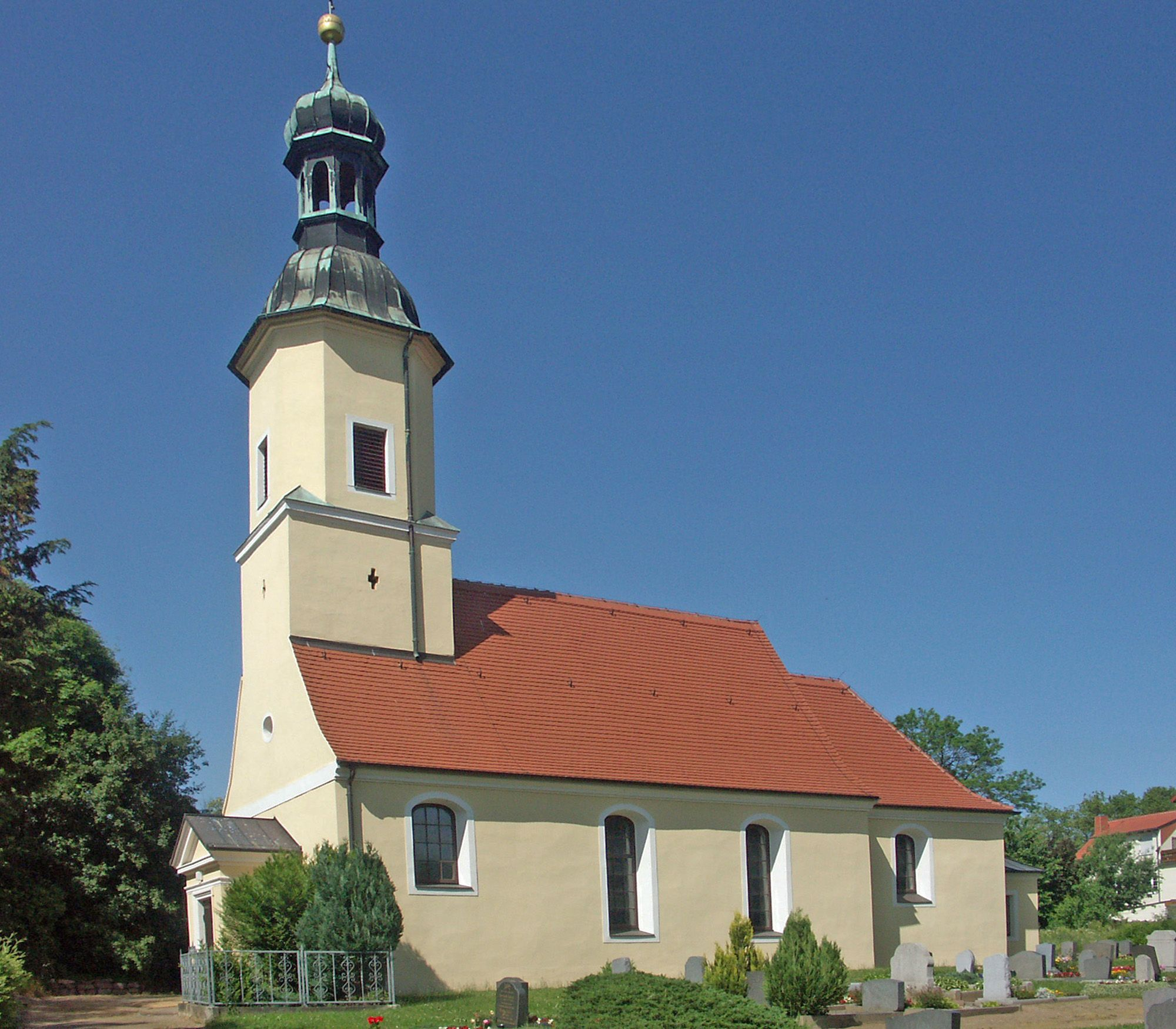
Die Kirche 2009

Über die Anfänge des Dorfes ist praktisch nichts bekannt. Die Siedlungsform des Platzdorfs lässt keine Schlüsse zu, ob es sich um eine deutsche oder eine slawische Gründung handelt, weil sowohl die deutschen Ostsiedler als auch die alteingesessenen Slawen derartige Dörfer angelegt haben. Der Name tendiert aber eher zum Slawischen. Auf das Dorf Güldengossa wird schriftlich erstmals 1350 in einem Lehnsbrief verwiesen, in welchem dem Ritter Heinrich von Cossowe Fronarbeit und Zins von den untertänigen Bauern des Ortes zugesichert werden. Im Weiteren war die Entwicklung des Dorfes natürlich immer mehr oder weniger mit der des Gutes verknüpft.
1539 wurde in Güldengossa wie im übrigen albertinischen Sachsen die Reformation eingeführt. Ein Jahr später wird die Güldengossaer Kirche als Pfarrkirche erwähnt. Die Eigenständigkeit der Kirchgemeinde ging 1580 verloren, und Güldengossa wurde für einige Jahrzehnte eine Filialkirche von Liebertwolkwitz. Erst zu Zeiten des Dreißigjährigen Krieges hatte der Ort wieder einen eigenen Pfarrer. 1636 wurde die Kirche ebenso wie Dorf und Rittergut von marodierenden schwedischen Truppen in Brand gesteckt, aber bald darauf wieder aufgebaut. Von dem vermutlich schlichten Bau aus dem 17. Jahrhundert ist nichts erhalten. 1721 ließ der Gutsherr Johann Ernst Kregel von Sternbach aus eigenen Mitteln die Kirche im Barockstil umbauen und nach Osten hin erweitern. Er stiftete auch Altar und Kanzel sowie zwei Glocken, die während des Zweiten Weltkriegs als Metallspende des deutschen Volkes abgegeben werden mussten. Im August 2017 erhielt die Kirche aufgrund eines Nachlasses zwei neue Bronze-Kirchenglocken, die elektrisch geläutet werden. Sie ersetzen die beiden bisherigen Eisenhartgussglocken. Heute bildet Güldengossa mit Probstheida, Störmthal und Wachau eine gemeinsame Kirchgemeinde. 

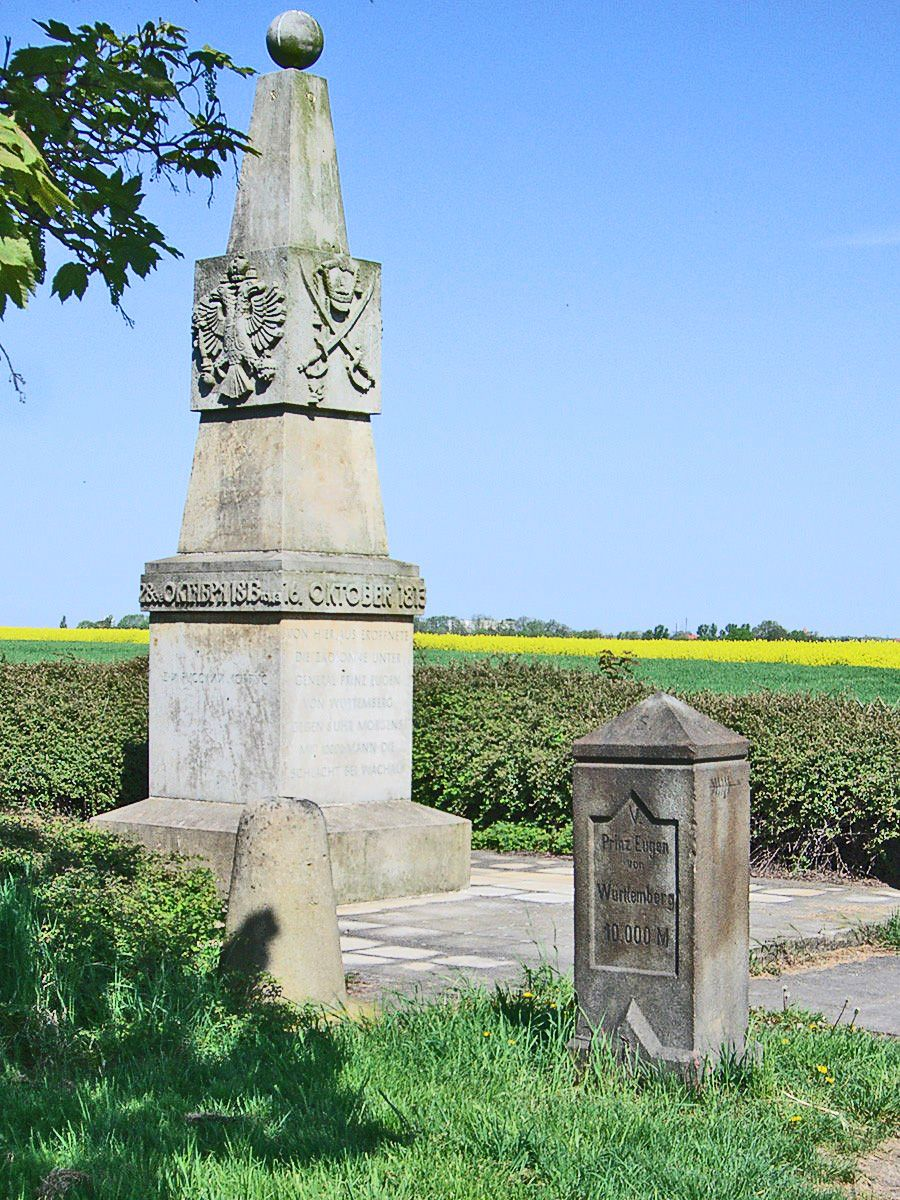
Russisch-Preußisches Denkmal, davor der Apelstein Nr. 2

In den Kämpfen der Völkerschlacht bei Leipzig im Oktober 1813 lag Güldengossa innerhalb des südlichen Schlachtfeldes. Es wurde von beiden Kampfparteien mehrfach eingenommen und dabei nahezu völlig zerstört. An den Beginn der Kämpfe erinnert das Russisch-Preußische Denkmal nördlich von Güldengossa. Hier eröffneten Prinz Eugen von Württemberg, der die russischen Truppen befehligte, und Oberst Klüx mit den preußischen Truppen am 16. Oktober 1813 die Schlacht bei Wachau gegen Napoleon. Auf das für viele Soldaten traurige Ende der Schlacht weist ein Soldatengrab im Park des Schlosses, das als Lazarett diente, hin.
1815 waren Kirche, Pfarrhaus und Schule wieder aufgebaut. Güldengossa lag bis 1856 im kursächsischen bzw. königlich-sächsischen Kreisamt Leipzig. 1856 wurde die Patrimonialgerichtsbarkeit abgeschafft und Güldengossa gehörte zum Gerichtsamt Leipzig I. 1875 kam der Ort zur Amtshauptmannschaft Leipzig. 1910 wurde das Pfarrhaus auf Kosten des Gutsherrn neu erbaut und das alte als Kinderbewahranstalt genutzt. 1921 wurde das bis dahin selbständige Rittergut nach Güldengossa eingemeindet.
Ende der 1940er Jahre wurde das Verwaltungsgebäude des nun aufgelösten Rittergutes zur Grundschule umgebaut. Es entstanden ebenfalls zwei Lehrerwohnungen und ein Kulturraum für die Gemeinde. Die Schule wurde aber bereits 1990 wieder geschlossen. 1952 begann auch in Güldengossa die Kollektivierung der Landwirtschaft. Die erste LPG vereinte sieben bäuerliche Betriebe.
Im Jahre 1973 wurde Güldengossa in das benachbarte Störmthal eingemeindet. 1996 kamen beide Orte zur Gemeinde Großpösna. In dessen Gemeinderat sind sie seit den Kommunalwahlen von 2009 durch eine Abgeordnete der Freien Wähler Störmthal-Güldengossa vertreten. Zwischen Güldengossa und Störmthal entstand ein Gewerbegebiet. Das bekannteste der über vierzig dort ansässigen Unternehmen ist die Piano-Fabrik Blüthner.
| Jahr      | 1834 | 1871 | 1890 | 1910 | 1925 | 1939 | 1950 | 1964 | 2009 |
| Einwohner | 296  | 348  | 374  | 343  | 371  | 378  | 423  | 416  | 389  |

## Sehenswürdigkeiten
- Kirche Güldengossa (1721)
- Das Schloss kann ganzjährig bei angemeldeten Führungen besichtigt werden; es wird auch für kulturelle Veranstaltungen genutzt.
- Der gut fünf Hektar große Schlosspark mit Orangerie, Teichen, einem Ziergarten mit Springbrunnen und zahlreichen Skulpturen ist öffentlich zugänglich.
- Das Russisch-Preußische Denkmal an der Straße nach Liebertwolkwitz etwa ein Kilometer nördlich von Güldengossa.

## Persönlichkeiten
- Friedrich Schulze (1690–1766), lutherischer Geistlicher und Theologe, Stiftssuperintendent in Zeitz.
- Michael Ranft (1700–1774) war ein Sohn des gleichnamigen Pfarrers von Güldengossa. Er war ebenfalls Geistlicher, Vampirismusforscher der Aufklärung, Historiker und Schriftsteller.
- Johann Christian August Bauer (1766–1813), Prediger und Autor.[10] Er war von 1795 bis 1812 Pastor in Güldengossa[11] und ein zu seiner Zeit bekannter Volks- und historischer Schriftsteller, z. B. Unterhaltsame Anekdoten aus dem achtzehnten Jahrhunderte. Bd. 1–6, Leipzig 1802–1804 oder auch Alexander Selkirchs sonderbare Schicksale zu Wasser und zu Lande (4 Bände).

## Weiteres
Güldengossa besaß in der Vergangenheit sieben Teiche, von denen jetzt noch drei vorhanden sind. Die lautstarken Bewohner dieser Teiche brachten dem Ort den Spitznamen „Frosch-Gosse“ ein.